# Virale-vectorvaccin
Een virale-vectorvaccin of kortweg vectorvaccin is een vaccin dat genetisch gemodificeerd desoxyribonucleïnezuur (DNA) bevat dat in een DNA-virus (bijvoorbeeld een adenovirus) is geplaatst als virale vector. Wanneer het vaccin in een persoon of dier geïnjecteerd wordt, dringt het DNA-virus binnen in de cellen en wekt een beschermende immunologische respons op doordat de cellen een lichaamsvreemd antigeen beginnen te produceren op basis van het genetisch gemodificeerd DNA. Bij een vectorvaccin wordt de menselijke of dierlijke cel dus zelf de vaccinproducent. Het is een nieuwe techniek die in 2020 nog niet voor de mens gecommercialiseerd werd.

## Voordelen
Vectorvaccins hebben potentiële voordelen ten opzichte van klassieke vaccins, waaronder het vermogen om een breder scala aan immuunresponsen op te wekken, alsook een sterkere humorale en cellulaire immuniteitsrespons, en ze zijn ook vrij goedkoop te produceren.

## Risico's
De toepassing van vectorvaccins is een relatief nieuwe techniek die voorafgaand aan de  coronapandemie nog niet wijdverspreid was en daarom waren de risico's die eraan verbonden zijn in 2013 nog grotendeels onbekend.
Dit type vaccins gebruikt dezelfde techniek als bij immunotherapie en er bestaat een risico op insertiemutagenese en immunotoxiciteit. Zowel bij DNA- als RNA-vaccins bestaat er een klein risico op virale verschuiving. Sommige moleculaire genetici zoals Christian Vélot vragen daarom de nodige voorzichtigheid bij de massale implementatie van deze nieuwe techniek.

## Voorbeelden
De COVID-19-vaccins Spoetnik V van het Russische Gamaleja-Instituut voor Epidemiologie en Microbiologie, Ad5-nCoV van het Chinese CanSino Biologics, AZD1222 van AstraZeneca en het vaccin Ad26.COV2.S van Johnson & Johnson zijn vectorvaccins. De ebolavaccins rVSV-ZEBOV en Zabdeno/Mvabea (tweede prik) zijn ook vectorvaccins.
Bij het Spoetnik V-vaccin worden twee inspuitingen gegeven met een periode van 21 dagen tussen de inspuitingen. De eerste en tweede inspuitingen bevatten een vaccin met een verschillende virale vector.